# Uroš Kukolj
Uroš Kukolj, bosansko-hercegovski general, * 29. junij 1917, † ?.

## Življenjepis
Leta 1941 je vstopil v NOVJ in naslednje leto v KPJ. Med vojno je bil med drugim poveljnik 25. divizije.
Po vojni je končal VVA JLA in bil med drugim pomočnik poveljnika vojaškega področja.